# Ahmad I. al-Muqtadir
Ahmad I. al-Muqtadir (arabisch المقتدر بالله أبو جعفر أحمد بن سليمان بن هود, DMG al-Muqtadir bi-llāh Abū Ǧaʿfar Aḥmad b. Sulaimān  b. Hūd) war der zweite Emir aus der Dynastie der Hudiden, der zwischen 1046 und 1081 über das Taifa-Königreich von Saragossa herrschte.
Ahmad I. al-Muqtadir – nicht zu verwechseln mit dem gleichnamigen Kalifen der Abbasiden, al-Muqtadir – gelang es, die unter seine Brüder aufgeteilten Lande seines Vaters, al-Musta'in I., nach dessen Ableben unter seine Kontrolle zu bringen. Er führte das Taifa von Saragossa zu seinem politischen und kulturellen Höhepunkt. Er war ein hervorragender Mäzen, der sich für Wissenschaften, Philosophie und Kunst interessierte. In Saragossa ließ er die Aljafería erbauen, wo er bedeutende Intellektuelle aus al-Andalus um sich scharte.

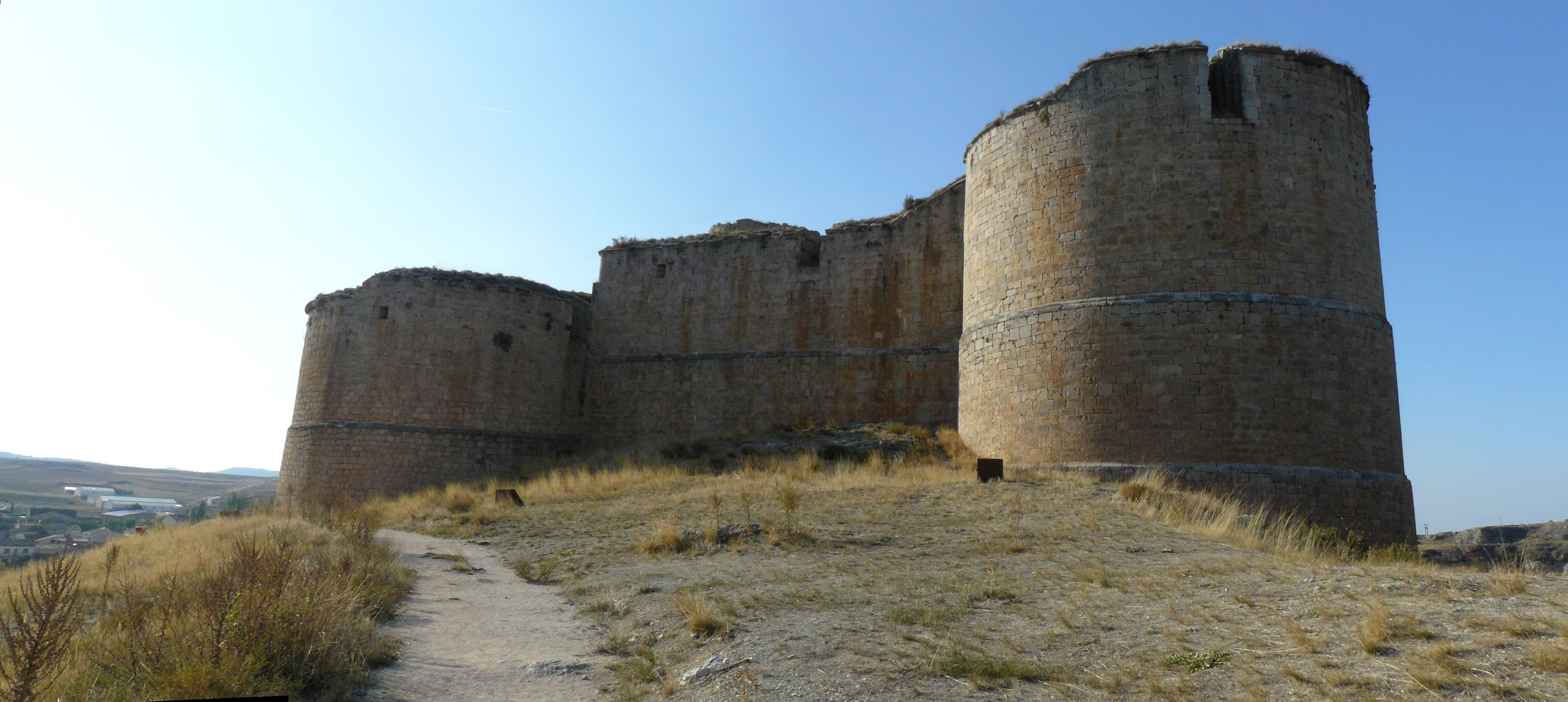
Die Burgruine von Berlanga

## Etymologie
Der Namenszusatz al-Muqtadir – arabisch المقتدر – bedeutet „der Mächtige“.

## Leben

### Jugend und Thronfolge
Ahmad I. al-Muqtadir oder Ahmad ibn Sulaiman, mit vollem Namen Abu Dschaʿfar Ahmad ibn Sulaiman ibn Hud al-Muqtadir, hatte vier Brüder Yusuf al-Muzaffar, Lubb, Mundir und Muhammad. Ihr Vater al-Musta'in I. hatte sein Herrschaftsgebiet vor seinem Ableben unter seine Söhne wie folgt aufgeteilt: Yusuf al-Muzaffar bekam Lleida, Lubb Huesca, Mundir Tudela, Muhammad Calatayud und Ahmad Saragossa. Sie alle erklärten sich 1047 zu Königen und prägten als Zeichen ihrer Unabhängigkeit Münzen.

### Schwieriger Beginn
Ahmad I. al-Muqtadir zögerte nicht lange und begann sofort damit, Feldzüge gegen seine Brüder zu eröffnen. So konnte er 1051 seine Brüder Mundir und Muhammad unterwerfen, wohingegen Yusuf in Lleida Widerstand leistete. Lubb hatte schon sehr frühzeitig auf seine Ansprüche verzichtet. Yusuf war zum Zweck des Widerstands gegen seinen Bruder ein Bündnis mit Machthabern in Katalonien wie beispielsweise Raimund Berengar I. eingegangen, das ihm jedoch hohe Tributzahlungen (Parias) und Territorialverluste kostete. Um dieses Bündnis zu unterlaufen, musste al-Muqtadir seinerseits gegenüber den christlichen Herrschern noch höhere Tribute in Kauf nehmen.
Im Jahr 1058 versuchte er daher, mit seinem Bruder Yusuf Frieden zu schließen – eine weitaus bessere Lösung, als weiterhin hohe Tribute an den Grafen von Barcelona und andere katalanische Territorialherrscher, aber auch an den Grafen von Urgell Ermengol III., an den König von Aragon Ramiro I. und an den König von Pamplona García III. zu entrichten. Der Versuch scheiterte jedoch, da beide Brüder sich nicht über den Weg trauten.
Noch im selben Jahr 1058 schlossen Raimund Berengar I. von Barcelona und Ermengol III. von Urgell ein Bündnis, um das Emirat von Saragossa anzugreifen und eroberten zusammen mit Arnau Mir de Tost Pilzà und Estanya. Auch Ferdinand I.  wandte sich jetzt gegen die Taifa von Saragossa und entriss ihm nacheinander die Burgen San Esteban de Gormaz, Berlanga, Vadorrey, Santamara und andere und brachte somit die alte Römerstraße von Saragossa und Toledo unter seine Kontrolle.
Um ein Bündnis mit dem König von Kastilien Ferdinand I. im Jahr 1060 zu bewerkstelligen, musste Ahmad I. al-Muqtadir daher extrem hohe Parias entrichten.

### Eroberung von Tortosa

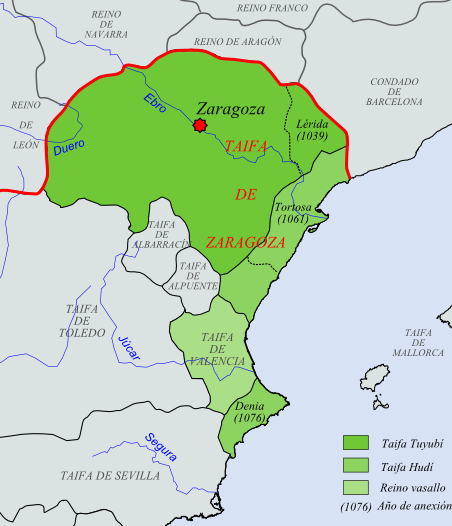
Die Taifa von Saragossa in seiner maximalen Ausdehnung im Jahr 1076 unter al-Muqtadir

Das Jahr 1060 verlief aber wegen eines recht unverhofften Ereignisses dennoch recht vorteilhaft für al-Muqtadir. Es hatte sich nämlich Nabil, der Thronfolger der ehemaligen Taifa von Tortosa Muqatil zu ihm geflüchtet, da er sich zuhause nicht mehr auf seinem Thron halten konnte (Muquatil war 1053 verstorben, auf ihn folgte Ya'la und 1057 Nabil bzw. Labil). Im folgenden Jahr 1061 eroberte al-Muqtadir dann Tortosa und gewann somit einen Zugang zum Mittelmeer.

### Kampf mit dem Königreich Aragon

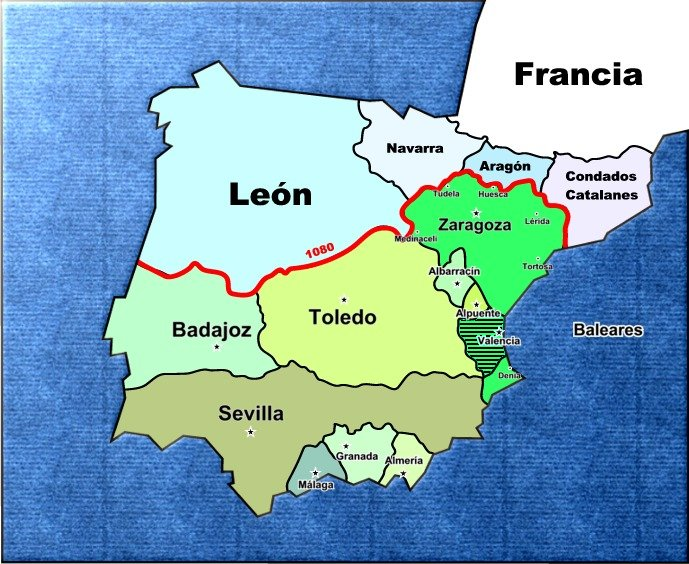
Übersichtskarte zur Situierung der Taifa von Saragossa in ihrer maximalen Ausdehnung unter al-Muqtadir im Jahr 1076

Al-Muqtadir stand jetzt durch Ramiro I. von Aragon unter Druck, der sein Königreich nach Süden auszudehnen versuchte. Dieser war im Jahr 1062 im Tal des Cinca vorgedrungen und hatte Benabarre und die Dörfer zwischen den Flüssen Guart und Noguera eingenommen. Im folgenden Jahr 1063 machte er sich sogar an die Belagerung der starken Festung in Graus. Al-Muqtadir schritt persönlich ein und stellte sich an die Spitze seiner Truppen, die ein Kontingent aus Kastilien umfassten, angeführt vom Sohn des kastilischen Königs Sancho II. und einem jungen Ritter mit Namen Rodrigo Diaz de Vivar (El Cid). Anfangs erlitt al-Muqtadir Rückschläge und verlor die Ortschaften Torreciudad und Fantova nördlich von Barbastro.
Am 8. Mai 1062 trafen jedoch al-Muqtadir und seine Verbündeten auf das aragonesische Heer vor Graus und konnten es zurückschlagen. Im Verlauf der Schlacht starb der König von Aragon Ramiro I., der von einem muslimischen Soldat namens Sadaro getötet wurde. Dieser sprach romanisch, näherte sich dadurch dem König und durchbohrte ihn mit einer Lanze.
Von nun an hatte es al-Muqtadir mit Sancho I., dem Sohn von Ramiro I., zu tun. Sancho I. fand die Unterstützung des Papstes Alexander II., der im Jahr 1063 zu einem Kreuzzug aufrief. Diesem Aufruf folgten Ritter und Adelsherren aus Frankreich. Sie stellten ein Kontingent aus Aquitanien, das von Wilhelm VIII., dem Herzog von Aquitanien, angeführt wurde. Das päpstliche Kontingent stand unter der Leitung des Normannen Guillaume de Montreuil. Sancho I. führte das spanische Kontingent an, das sich aus Aragonesern und Katalanen, darunter Ermengol III., zusammensetzte. Ziel der Unternehmung war die Eroberung Barbastros, das im Jahr 1064 belagert wurde. Barbastro wurde daraufhin eingenommen und dann von Ermengol III. befehligt. Ein Jahr später eroberte Sancho I. im Jahr 1065 auch noch Alquézar.
Al-Muqtadir reagierte umgehend. Er erklärte seinerseits den Dschihad und rief die Moslems von al-Andalus zu Hilfe. Bereits am 17. April 1065 eroberte er die Stadt Graus zurück. Nach diesem Sieg nahm er den Ehrentitel al-Muqtadir bi-llah an, der Mächtige dank Gottes.
Trotz seines Sieges verhielt er sich der Machtstellung Aragons gegenüber sehr zurückhaltend, das weiterhin die Nordgrenzen seines Reichs bedrohte. Die Vasallität Léon-Kastilien gegenüber kündigte er jedoch auf. In den Jahren 1069 und 1073 verhandelte er mit Sancho IV., dem König Pamplonas und zahlte ihm Tribut. Es scheint, dass al-Muqtadir mit dem Bündnis unzufrieden war und lieber mit Raimund, dem Bruder Sanchos, verhandelt hätte. Raimund ermordete zusammen mit seinem Bruder Ermesinda Sancho IV. im Jahr 1076 in Peñalén. Dieses Attentat zog eine ernsthafte Nachfolgekrise hinter sich her. Hiervon profitierte der König von Léon und Kastilien Alfons VI., der die Rioja hinzugewinnen konnte. Der Adel von Navarra verweigerte sich dem Brudermörder, der nach Saragossa floh, und wählte an seiner statt Sancho I. zum König.

### Eroberungen in der Levante

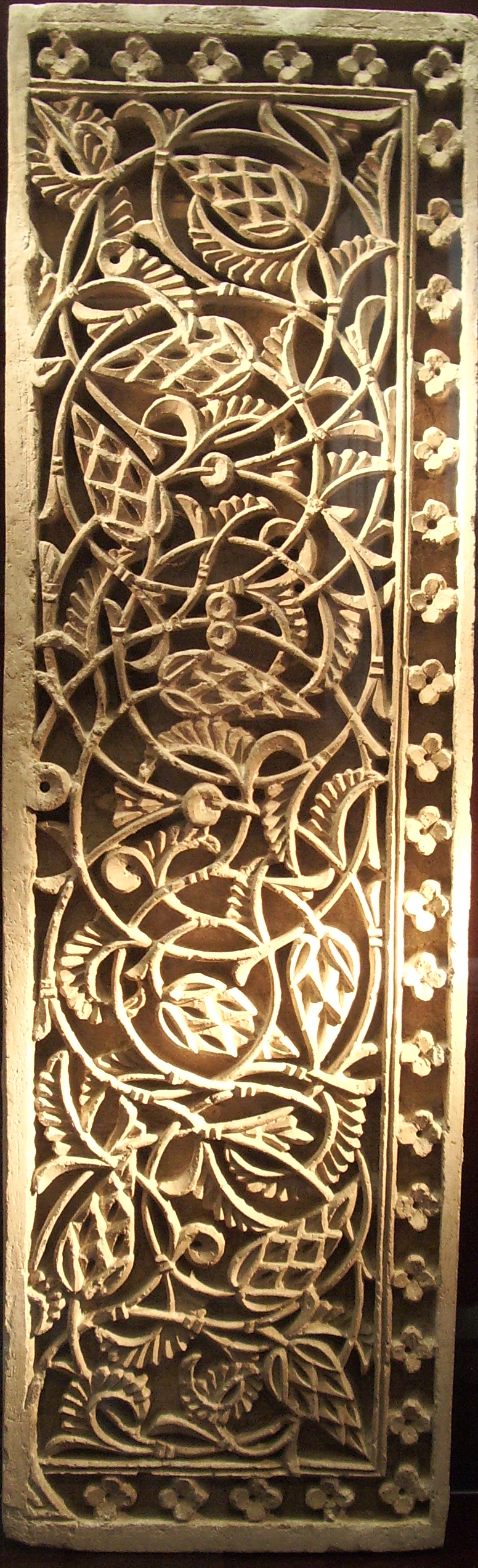
Dekoratives Panel in der Aljafería

In der Taifa von Dénia wurde sein letzter unabhängiger Herrscher, Ali ibn Mudschahid, der eine Schwester al-Muqtadirs geheiratet hatte, vom König von Toledo, al-Mamun gefangen genommen und im Jahr 1075 vergiftet. An der Spitze einer großen Armee zog al-Muqtadir daraufhin nach Dénia, das von einem Statthalter (Wesir) namens Ibn al-Royólo verteidigt wurde. Ibn al-Royólo sprach sich jedoch bei der Bevölkerung Dénias für al-Muqtadir aus, so dass dieser ohne kämpfen zu müssen das gesamte Territorium der alten Taifa von Dénia hinzugewann, das sich bis zum heutigen Murcia ausdehnte.
Al-Muqtadir kehrte anschließend wieder nach Saragossa zurück. Da er jetzt eine Kontinuität seiner Besitzungen herstellen wollte, die von der Taifa von Valencia unterbrochen wurde, musste er sich die Taifa von Valencia einverleiben. Er zog mit seinem Heer folglich gen Valencia. Abu Bakr, der König von Valencia, war ein Vasall des Königs von Toledo, der seinerseits mit dem kastilischen König Alfons IV. verbündet war. Bei Eintreffen der Truppen al-Muqtadirs erklärte sich Abu Bakr aber zu dessen Vasall, um die Taifa von Valencia weiter behalten zu dürfen. Al-Muqtadir ging auf diesen Vorschlag ein, da er fürchtete, durch allzu weit gehende Eroberungen den Zorn der anderen Taifas und des Königs von Kastilien zu erregen.
In den folgenden Jahren trachtete al-Muqtadir, die Taifa von Lleida zu unterwerfen, das nach wie vor von seinem Bruder Yusuf al-Muzzafar regiert wurde. Im Jahr 1078 gelang es ihm, Yusuf gefangen zu nehmen und ihn auf der Festung Rueda einzusperren, worauf dieser im Jahr 1079 seinen Ansprüchen auf Lleida entsagte und al-Muqtadir in die Taifa von Lleida einrückte.

### Nachfolge und Tod
Wie auch schon sein Vater vor ihm das Königreich unter seine fünf Söhne aufgeteilt hatte, so teilte al-Muqtadir sein Königreich unter seine beiden Söhne auf: Yusuf al-Mutaman erhielt mit Saragossa den Westteil, wohingegen al-Mundir mit Lleida, Tortosa und Dénia bedacht wurde. Am Ende des Jahres 1081 übergab der schwer erkrankte König die Regierungsgewalt schließlich an seine beiden Söhne. Ahmad I. al-Muqtadir verstarb im folgenden Jahr 1082. Kurz vor seinem Tod hatte ihm sogar noch el Cid seine Dienste angeboten.

## Bautätigkeit

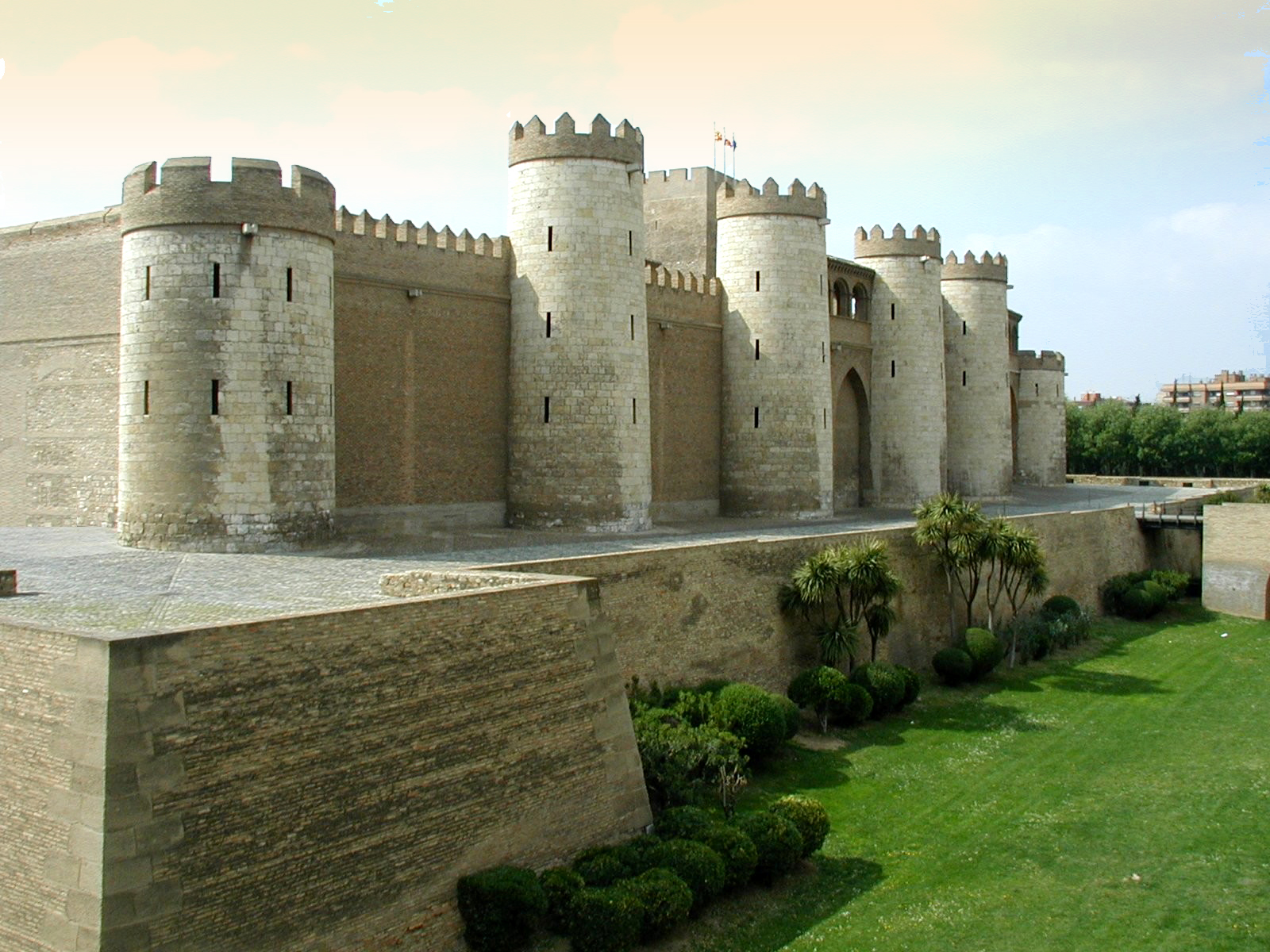
Eingang zur Palastfestung Aljafería in Saragossa

Neben seinem politischen Talent war al-Muqtadir ein weiser König, der große artistische und kulturelle Ambitionen hatte. Sein bedeutendstes Bauwerk war zweifellos eine Palastfestung bei Almozara außerhalb von Saragossa. Hier fanden vorher Militärparaden, Feste und Reiterdarbietungen statt. Die nach al-Muqtadir benannte Festung wurde als Aljafería (oder auch als al-Yaffariyya) bekannt, was (der Palast) al-Dschaʿfars bedeutet.

## Kultur

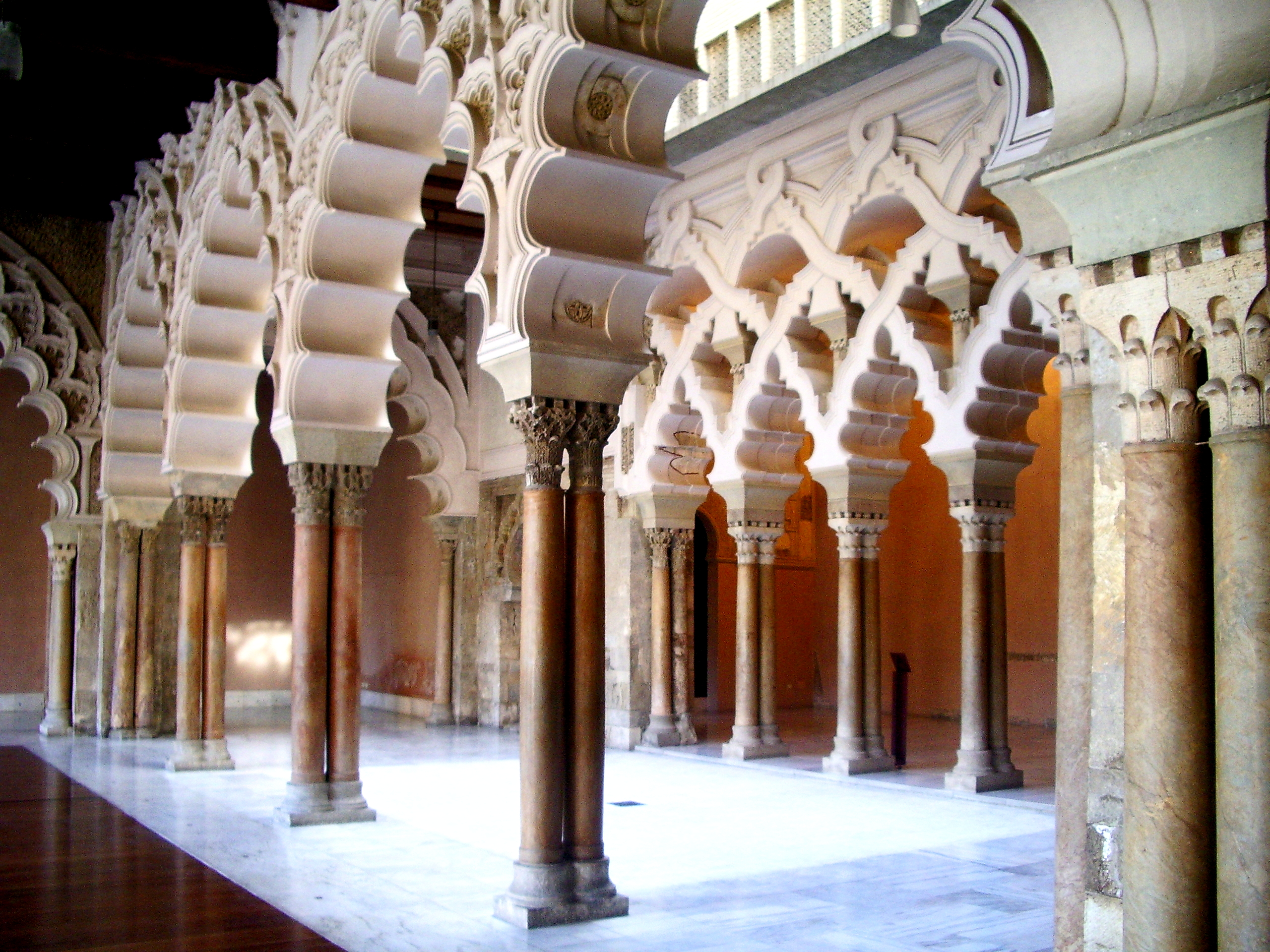
Patio im Inneren der Aljafería

In der Aljafería Saragossas trat der königliche Hof zusammen, der sich unter der Initiative des Königs in ein kulturelles Zentrum verwandelte. Intellektuelle und Künstler aus ganz al-Andalus kamen nach Saragossa, da sie hier im Gegensatz zu den rigorosen Almoraviden einen weltoffenen und toleranten Mäzen vorfanden. Am Hof vertreten waren Dichter, Musiker, Historiker und Mystiker. Ferner entwickelte sich an ihm eine der brillantesten Philosophieschulen des Islam, die, aufbauend auf den Arbeiten Avicennas, das aristotelische Philosophiegebäude dem arabisch-moslemischen Denken einverleibte. Der um 1080 in Saragossa geborene Avempace war die Frucht dieses intellektuellen «Aufschäumens» in der Hauptstadt des Taifa-Reichs von Saragossa, in dessen Spuren Averroes und der jüdische Maimonides nachfolgen sollten.

## Familie und Nachkommenschaft
Von Ahmad I. al-Muqtadir sind zwei Söhne bekannt:
- Yusuf (? – 1085), der als Taifa-König von Saragossa den Ehrennamen al-Mutaman führte und
- al Mundir (? – 1090), der als Taifa-König von Lleida den Ehrentitel Imad ad-Dawla trug.